# Gazmend Leka
Gazmend Leka (ur. 11 października 1953 w Tiranie) – albański malarz i reżyser filmów animowanych.

## Życiorys
Po ukończeniu nauki w liceum artystycznym Jordan Misja w Tiranie rozpoczął studia z zakresu malarstwa i grafiki w Instytucie Sztuk Pięknych w Tiranie. Studia ukończył w 1978 i został skierowany do zespołu, przygotowującego projekt wnętrza Muzeum Skanderbega w Krui. Po ukończeniu projektu w 1982 podjął pracę w Studiu Filmowym Nowa Albania na stanowisku dyrektora artystycznego, zajmował się także realizacją filmów animowanych. W 1991 objął stanowisko profesora w Akademii Sztuk w Tiranie.

## Twórczość
Leka tworzy głównie obrazy olejne w tonacji szarobrązowej, a także grafiki. Jest autorem ponad 400 prac, 37 spośród nich znajduje się w zbiorach Narodowej Galerii Sztuki w Tiranie. Pierwsza wystawa jego prac została otwarta w 1992 w Narodowej Galerii Sztuki w Tiranie. W latach 1992–2019 prace Leki wystawiano na 14 wystawach indywidualnych w Tiranie, Szkodrze i w Fierze, a także w Galerii Capitan w Paryżu.

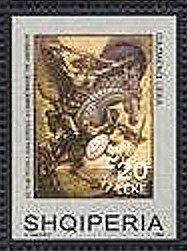
Obraz Leki Smok na znaczku pocztowym

## Nagrody i wyróżnienia
W 1982 Leka został uhonorowany Orderem Naima Frashëriego III klasy, a w 1988 Orderem Naima Frashëriego I klasy. Trzykrotnie wyróżniany prestiżową nagrodą Onufri, przyznawaną najlepszym albańskim malarzom przez Narodową Galerię Sztuki w Tiranie.